# Nuccia
Nuccia  è un nome proprio di persona italiano femminile.

## Varianti
- Femminile: Nucci, Nuzza.
- Maschili: Nuccio, Nuzzo.

## Origine e diffusione
Rappresenta l'abbreviazione di nomi vezzeggiativi terminanti in -uccia o -uzza quali Rinuccia, Gaetanuccia, Antonuccia, Angeluccia, Pinuccia, Nunzia e tanti altri.

## Onomastico
Come nome abbreviato l'onomastico può essere festeggiato in corrispondenza dell'onomastico del nome da cui deriva. Altrimenti è da considerare adespota, non essendoci santi con questo nome. In questo caso è possibile festeggiare il 1º novembre per la commemorazione di Ognissanti.

## Persone
- Nuccia Bongiovanni (1930 – 1970), cantante italiana
- Nuccia Cardinali, attrice italiana
- Nuccia Focile, soprano italiano
- Nuccia Fumo (1917 – 2005), attrice italiana
- Nuccia Natali (1907 – 1963), cantante italiana
- Nuccia De Cicco, scrittrice brasiliana